# Български бизнес клуб „Възраждане“
Български бизнес клуб „Възраждане“ е затворен елитарен кръг от едри бизнесмени, притежаващи най-значимите предприятия в България и влияещи активно върху политическия живот в страната в началото на новото хилядолетие. Основан е на 17 септември 2001 г., три месеца след като Симеон Сакскобургготски печели изборите за Народно събрание и съставя правителство.

## Членове[2]
1. Васил Божков – „Нове холдинг“
2. Емил Кюлев – „Росексимбанк“
3. Илия Павлов – Мултигруп
4. Борислав Дионисиев – „Булвар ентърпрайсиз“
5. Добромир Гущеров – „Орел“
6. Петьо Блъсков – пресгрупа „168 часа“
7. Тошо Тошев – главен редактор и изпълнителен директор на „Труд“, най-големият по тираж всекидневник в България по това време
8. Радосвет Радев – собственик на „Дарик радио“

Допълнително приети членове:
```
 9. Пламен Бобоков и Атанас Бобоков - собственици на “Приста ойл” ООД
10. Иван Павлов и Елена Иванова - собственици на групировката “Рей Холдинг”
11. Петър Манджуков - ПМ Холдинг
```

## История
След разпада на Конфедерацията на едрите индустриалци (Г-13) през 1994 г. Емил Кюлев лансира идеята за ново сдружение, което така и не се състои, но остава в историята като кръга „Империал“. Именно по инициатива на Кюлев се създава и Бизнес клуб „Възраждане“ през 2001 г. Година по-късно, когато според устава мястото му заема Васил Божков, Кюлев напуска.
Членовете на Бизнес клуб „Възраждане“ лансират идеята за създаването на Съвет за икономически растеж (СИР) към правителството. Идеята е в СИР да се взимат стратегически решения за отделните отрасли в икономиката, като самият съвет трябва да има сериозна представителност от членове на клуба. В рамките на институцията трябва да се коментират въпроси, свързани с участието на български фирми в изграждането на нефтопровода „Бургас – Александруполис“, бъдещето на АЕЦ „Козлодуй“, както и на големите инфраструктурни проекти, които все още са фикция за България. Участници в „Българския Великден", членове на „Нова БГенерация" и Българския Уол стрийт клуб в Ню Йорк в отворено писмо изразяват опасенията си от инициативата.
През 2002 – 2003 г. в сдружението са приети шефовете на „Приста Ойл“ ООД Пламен Бобоков и Атанас Бобоков, президентите на групировката „РЕИ Холдинг“ Елена Иванова и Иван Павлов, медийният бос Петър Манджуков. Нови лица са и собствениците на „Ита ефект" ООД, производител на вина, Пламен Минчев – председател на СД „Линк“ АД и „Бовис“ АД (соковете ВВВ) и председателят на УС на „Металснаб-Холдинг“ АД.
Първи, „по етични причини“, се оттегли главният редактор на вестник „Труд“ Тошо Тошев. Последва го координаторът на сдружението Стоян Денчев, който по правило никога не се е чувствал като един от едрите собственици във „Възраждане“.
След смъртта на Илия Павлов през 2003 г. и напускането на Добромир Гущеров и Борислав Дионисиев през 2004 г. бизнес клубът губи предишната си значимост, но все още служи като форум за сътрудничество на множество икономически интереси. Гущеров и Дионисиев напускат клуба когато Гущеров заедно с Петър Манджуков прехвърлят интересите си за влияние върху Българския съюз на частните предприемачи, съперник на „Възраждане“ и също наречен „Възраждане“. Манджуков е собственик на ПМ Груп, компанията-майка на Инфомедиа, на ПМ Прес (издател на социалистическия всекидневник „Дума“) и на Балкан българска телевизия (ББТ). „Машинаекспорт“, компания собственост на Манджуков и Дионисиев, е спомената в доклада Дюлфер заради връзките ѝ с режима на Саддам Хюсеин в Ирак.